# Wilk (singel)
Wilk – debiutancki singel Natalii Nykiel wydany 10 czerwca 2014 roku, promujący jej debiutancki album studyjny Lupus Electro. Utwór skomponowała sama wokalistka we współpracy z Michałem „Fox” Królem, a tekst piosenki napisał Jacek Szymkiewicz. Singel znalazł się też na poprzedzającej album EP-ce Lupus.

## Premiera i wykonania na żywo
Kompozycja została premierowo zaprezentowana przez wokalistkę 24 września 2014 w programie Świat się kręci, emitowanym na kanale TVP 1. Piosenka wykonywana była również w ramach trasy koncertowej "Lupus Electro Live Tour (2015)" i "Error Tour (2016)".

## Teledysk
7 sierpnia 2014 odbyła się premiera teledysku do piosenki. Reżyserem klipu jest Martyna Iwańska. Klip został nakręcony nowatorską metodą 360°. Obecnie (grudzień 2019) teledysk do „Wilk” zanotował w serwisie YouTube ponad 4 miliony wyświetleń.

## Notowania

### Pozycje na radiowych listach przebojów
| Kraj   | Lista (2014)          | Najwyższa pozycja |
| ------ | --------------------- | ----------------- |
| Polska | Radio Szczecin (SLiP) | 43                |